# Brandenburg-Klasse (1994)
Die Klasse 123 (nach dem Typschiff auch Brandenburg-Klasse genannt) ist eine aus vier Fregatten bestehende Kriegsschiffklasse der Deutschen Marine. Die Brandenburg wurde am 14. Oktober 1994 in Dienst gestellt. Ihr folgten die Schleswig-Holstein (Indienststellung 24. November 1995), die Bayern (Indienststellung 15. Juni 1996) und die Mecklenburg-Vorpommern (Indienststellung 6. Dezember 1996). Die Schiffe der Brandenburg-Klasse ersetzten die Zerstörer der Hamburg-Klasse im Verhältnis 1:1.
Bis 2014 lag der Schwerpunkt der Fregatten auf der U-Jagd, mit der Möglichkeit, Seeziele anzugreifen. Die Boden-Luft-Komponente war durch die NSSM-Flugkörper nur wenig ausgeprägt. Seit 2014 werden ESSM-Flugkörper nachgerüstet.

## Namensgebung
Der Name Brandenburg wurde erstmals von dem Panzerschiff der Kaiserlichen Marine, der Brandenburg der gleichnamigen Klasse getragen. Die Namen Bayern und Schleswig-Holstein wurden von den Zerstörern der Hamburg-Klasse übernommen.
Neben der Brandenburg-Klasse (F123) sind neben anderen Kriegsschiffen auch Fregatten der Sachsen und der Baden-Württemberg-Klasse im Dienst der deutschen Marine.

## Entwicklung
Die Fregatten des Typs F123 wurden in den 1980er-Jahren als Ersatz für die veralteten Zerstörer der Hamburg-Klasse geplant. Basierend auf den Erfahrungen mit der Bremen-Klasse sowie dem aufgegebenen Projekt NFR-90 begann Blohm + Voss mit der Entwicklung eines neuen Schiffstyps, der auch die Vorteile des modularen MEKO-Systems berücksichtigte. 1989 wurde der Bau von vier Schiffen genehmigt. Das erste Schiff, die Brandenburg, wurde 1992 bei Blohm + Voss in Hamburg auf Kiel gelegt, lief noch im gleichen Jahr vom Stapel und wurde 1994 bei der Deutschen Marine in Dienst gestellt. Noch im gleichen Jahr wurde die von den Howaldtswerken in Kiel gebaute Schleswig-Holstein in Dienst gestellt. 1996 folgten dann die Bayern, gebaut von den Nordseewerken in Emden, und die von der Bremer Vulkan Werft gebaute Mecklenburg-Vorpommern.
Für die Fregatten des Typs F123 ist ein umfassendes Modernisierungsprogramm, die sogenannte „Fähigkeitsanpassung F123“ vorgesehen. Unter anderem sollen die Sea-Sparrow-Boden-Luft-Flugkörper ab 2014 im Rahmen eines Munitionstausches durch die Weiterentwicklung ESSM ersetzt werden. Als weitere Maßnahme war geplant, die F123 zwecks verbesserter Stabilität zu verlängern. Diese Maßnahme wurde inzwischen aus Kostengründen gestrichen; stattdessen erfolgen stahlbauliche Veränderungen im Schiff, um die Stabilität zu verbessern. Es ist auch geplant, die noch analoge Steuerung der schiffstechnischen Systeme durch eine digitale zu ersetzen. Die leichten 20-mm-Geschütze Rh 202 wurden durch zwei 27-mm-Marineleichtgeschütze ersetzt. Als neues Führungs- und Waffeneinsatzsystem (FüWES) wird „SABRINA 21“ verwendet, damit werden auch die Fähigkeiten des Systems insgesamt erweitert; außerdem wird die Feuerleitanlage ersetzt. Nachdem die Fregatte F 216 Schleswig-Holstein bereits im Dezember 2006 mit vier Täuschkörperwurfanlagen (TKWA) des Typs MASS von Rheinmetall ausgerüstet worden war, erhielten bis 2009 auch die anderen drei Fregatten des Typs F123 dieses System.
Im Zeitraum 2009–2011 wurden alle Fregatten mit einer neuen Aussetzvorrichtung für Speedboote versehen, gleichzeitig erfolgt die Ausrüstung mit neuen Speedbooten der Firma Boomeranger. Testweise wird die Fregatte Bayern 2011 mit einem Marine-Evakuierungssystem der Firma Viking Life Sea Systems ausgerüstet; nach erfolgreicher Erprobung sollen alle Fregatten des Typs F123 mit diesem System ausgerüstet werden.

## Überblick
Ein möglicher Konflikt mit dem Warschauer Pakt im Nordatlantik, der GIUK-Lücke und im Europäischen Nordmeer wurde von der NATO bereits 1957 in der Operation Strikeback geübt. Operation Strikeback war mit 200 Kriegsschiffen, 650 Flugzeugen und 75.000 Personen die größte Marineoperation zu Friedenszeiten und versammelte die größte Flotte seit dem Zweiten Weltkrieg. Zusammen mit zeitgleich laufenden NATO-Übungen wurden 250.000 Personen, 300 Schiffe und 1.500 Flugzeuge auf einer Front von Norwegen bis zur Türkei in Bewegung gesetzt, um den Krieg gegen die Sowjetunion zu simulieren. Um die REFORGER-Konvois zu simulieren, wurden über 200 Handelsschiffe in die Übung eingebunden, darunter auch die Queen Mary und Ile de France, die beide als Zielschiffe markiert wurden. Nach einer fulminanten „Seeschlacht“, in die auch die beiden Atom-U-Boote Seawolf und Nautilus auf „gegnerischer“ Seite eingebunden waren, und 8.000 Marines, die nach einem simulierten taktischen Kernwaffeneinsatz in den Dardanellen angelandet wurden, um diese zurückzuerobern (Operation Deep Water), belegte die NATO die durch die „gegnerische“ Seite okkupierten norwegischen Stützpunkte mit simulierten taktischen Kernwaffen und konnte so den „Krieg“ für sich entscheiden.
Der Warschauer Pakt „revanchierte“ sich 1970 in der Übung Okean, die die größte Marineübung der Welt seit dem Zweiten Weltkrieg war. Über 200 Schiffe und mehrere hundert Flugzeuge simulierten in der Ostsee, Barentssee, im Atlantik, Mittelmeer, Nordmeer und im Pazifik, in der Philippinensee und dem Japanischen Meer den Krieg gegen die NATO. Bomber flogen simulierte Angriffe gegen sowjetische Einsatzgruppen im Atlantik und Pazifik, die US-Flugzeugträgerkampfgruppen darstellten. 1981 wurde zusammen mit Syrien amphibische Kriegsführung mit der Anlandung von Truppen geprobt. 1983 wurde in einer großen Marineübung, neben den üblichen Angriffen auf „US-Trägerkampfgruppen“, auch mit 40 sowjetischen Handelsschiffen der Kampf mit Konvois geübt.

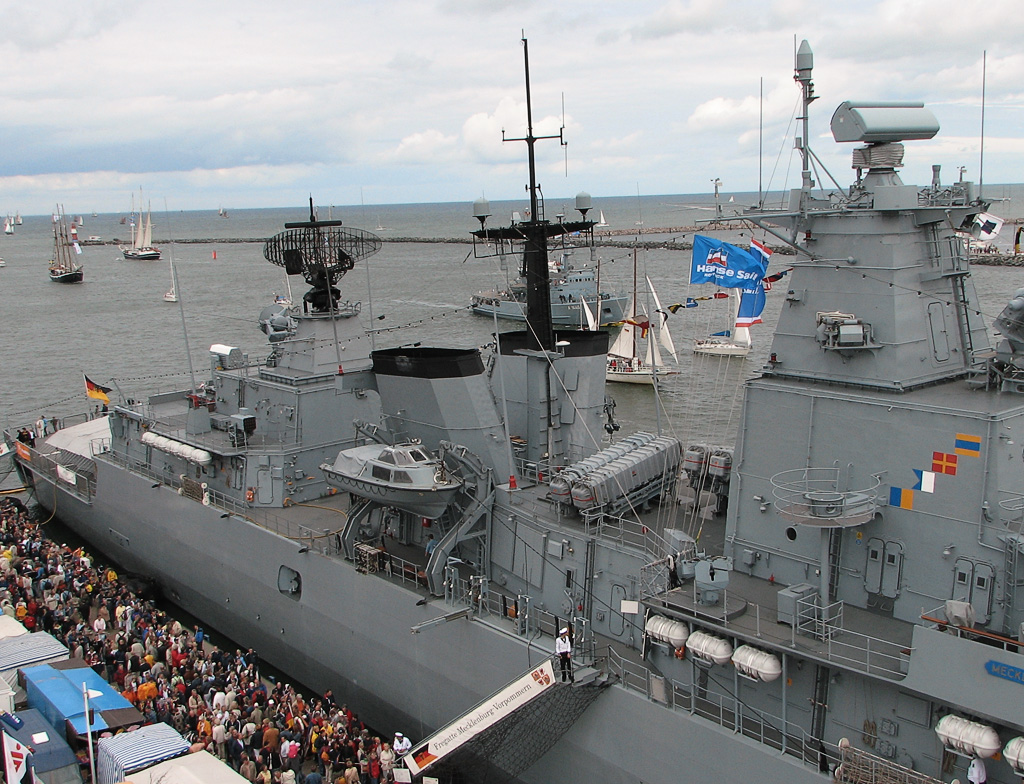
Die Mecklenburg-Vorpommern

Die Schiffe der Brandenburg-Klasse wurden letztlich dafür konzipiert, zusammen mit den Kriegsmarinen der NATO-Länder REFORGER-Konvois über den Atlantik zu eskortieren. Die Rote Flotte hätte dabei versucht, durch Backfire-Angriffe und U-Boote diese Konvois zu versenken. Folglich wurde Wert auf eine kombinierte Luft- und U-Boot-Abwehr gelegt, wobei das Hauptaugenmerk der Brandenburg-Klasse auf die Uboot-Jagd gelegt wurde. Seit der Auslieferung wurden folgende Kampfwertsteigerungen nur ansatzweise oder überhaupt nicht umgesetzt, die angedacht, möglich oder nötig waren:
- Die U-Jagd kann durch Einrüstung eines Schleppsonars verbessert werden, um entweder passiv im Niedrigfrequenzbereich zu lauschen oder im Mittelfrequenzbereich mit den U-Booten der Klasse 212A eine bistatische Anordnung zu bilden, um deren Lagebild zu verbessern. Die Senkrechtstartanlage Mk. 41 Mod. 4 kann auch mit Anti-U-Boot-Raketen wie der RUM-139 VL-ASROC beladen werden, die von der Bundeswehr nicht beschafft wurden.
- Die Verbandsflugabwehr kann durch Hochrüstung der Senkrechtstartanlage von 16 auf 32 Zellen deutlich verbessert werden. Das Mk. 41 Mod. 4 kann auch die Standard Missile 2 und ESSM aufnehmen, welche durch das STIR ins Ziel geführt werden können. Letztlich entschied sich die Bundeswehr nur, ab 2014 die NSSM durch weiter reichende ESSM zu ersetzen, um die NSSM für die Fregatten der Bremen-Klasse vorzuhalten.[1]
- Die verwendeten Exocet-MM38-Seezielflugkörper erreichen 2015 ihr Nutzungsende. Zukünftig wird die Einrüstung des Seeziel-LFK vom Typ RGM-84 Harpoon auch an Bord der Fregatten-Klasse 123 als Exocet-Ersatz erfolgen.[1]

Die Sachsen-Klasse ist für ein identisches Aufgabenspektrum konzipiert, allerdings liegt der Schwerpunkt hier auf der Verbandsflugabwehr. Folglich wurden weitreichende SM-2-Lenkwaffen und modernste Radartechnik eingerüstet. Das TASS-6-3-Schleppsonar kann auch in die Schiffe der Sachsen-Klasse eingerüstet werden.

## Technik

### Sensoren
Ursprünglich verfügte die Brandenburg-Klasse über keine Sensorfusion. Das Führungssystem SATIR-III mit AN/UYK-43 und 14 Konsolen von Atlas Elektronik besaß lediglich das Norden Track Management System (TMS) zur Trackfusion. Die Datenverarbeitung war in Ada programmiert. 1997 wurden in die Operationszentrale (OPZ) noch SATCOM-Terminals vom Typ SCOT 3 von Matra Marconi nachgerüstet. Um Kontakt zu getauchten Ubooten zu halten, verfügt die Klasse über ein Unterwassertelefon des Typs Honeywell-ELAC UT 2000. Die Torpedokonsolen wurden von den Zerstörern der Hamburg-Klasse kannibalisiert. Später wurde noch eine stabilisierte Multi-Sensor-Plattform (MSP) 500 eingerüstet.
Die Fregatten Schleswig-Holstein und Bayern sind zusätzlich mit dem MAIGRET von EADS ausgerüstet, um feindliche Kommunikation abhören zu können. Das System verwendet eine Reihe von zusätzlichen Antennen, um Signale von 1 bis 1000 MHz abzufangen und anzupeilen. Eine Emitterdatenbank ermöglicht die automatische Identifikation. Das System kann im V/UHF-Band 3.300 Kanäle pro Sekunde abscannen (linear, d. h. ohne Frequenzsprungverfahren) bzw. bis zu eine Milliarde pro Sekunde im Adaptivmodus (d. h. bei Frequenzsprungverfahren). Die Richtungspeilung kann auf einem PPI oder A-Scan angezeigt werden. Die charakteristischen Eigenschaften eingehender Signale werden statistisch erfasst und ausgewertet.
Ab 2011 wird als neues Führungs- und Waffeneinsatzsystem (FüWES) SABRINA 21 verwendet. Damit werden auch die Fähigkeiten des Systems insgesamt erweitert; außerdem wird die Feuerleitanlage ersetzt. SABRINA basiert wie das CDS der Sachsen-Klasse auf dem TACTICOS von Thales und vernetzt ausnahmslos alle Sensoren und Effektoren des Schiffes über Ethernet mit verteilten Rechnerschränken und modernen Mehrzweckkonsolen, die mit offenen Gateways und missionsspezifischer Software arbeiten. Das System kann auch mit kommerzieller Software und speziellen Programmen wie Datenbankmanagementsystemen, Expertensystemen, Blackboards und Künstlichen Neuronalen Netzen arbeiten. Jede Konsole verfügt dabei über die gesamte Anwendungssoftware in ihrem Massenspeicher, sodass der Bediener schnell zwischen verschiedenen Aufgaben wechseln kann. Über die Netzwerkknoten werden Programme und Rechenleistung bei Ausfällen automatisch verschoben; funktionale und Datenbank-Informationen werden auf Basis semantischer Verknüpfungen laufend automatisch verschoben.

#### SMART-S

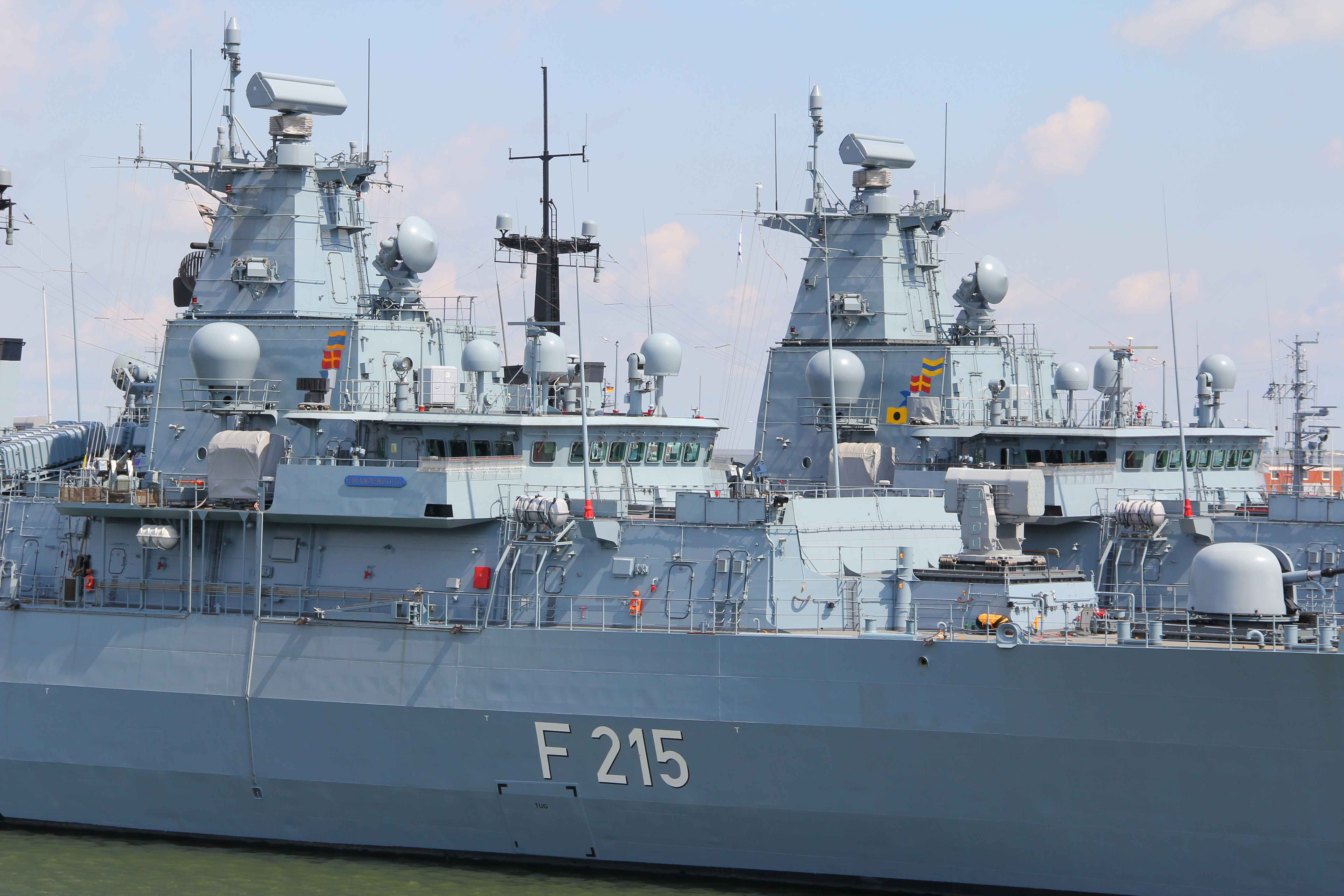
Zwei Fregatten der Brandenburg-Klasse mit SMART-S auf den Mastspitzen. Auf dem Vorsprung darunter das STIR. Die Kästen des FL 1800 befinden sich an den Ecken der Mastspitze unter dem SMART-S.

Das SMART-S von Thales Naval Nederland ist ein passiv phasengesteuertes rotierendes Radar. Die rechteckige Antenne befindet sich auf dem höchsten Mast. Das Radar wurde explizit zur Ortung von tieffliegenden, Mach-3-schnellen Seezielflugkörpern mit einem Radarquerschnitt von 0,1 m² entwickelt, kann aber auch Flugkörper im Sturzflug mit 60° Sinkwinkel orten. Die Signalverarbeitung kann bis zu 160 Luft- und 40 Schiffsziele gleichzeitig verfolgen.
Das S-Band (2–4 GHz) wurde als Kompromiss zwischen Reichweite, Clutter und Antennendimensionen gewählt. Die 4,8 × 2,05 m große Antenne rotiert mit 27 Umdrehungen pro Minute und wiegt 1,2 Tonnen. Die Radarenergie wird durch eine Wanderfeldröhre mit einer Spitzenleistung von 145 kW erzeugt, die Sendekeule wird dann durch einen Hornstrahler mit 23 dB breit abgestrahlt. Die empfangenen Signale werden von 16 horizontalen Streifen aufgefasst, die durch die Signalverarbeitung 12 übereinander gestapelte virtuelle Signalkeulen mit 2° horizontalem und 9° vertikalem Öffnungswinkel bzw. 31,5 dB erzeugen, die von 0° bis 90° alle Elevationsbereiche abdecken. Das Rollen und Stampfen des Schiffs wird durch die Signalverarbeitung eliminiert.
Das Radar ermöglicht die direkte Zielzuweisung an den Beleuchter. Das SMART-S besitzt Festzeichenunterdrückung durch schnelle Fourier-Transformation und Kohärenz. Im Normalfall wird mit einer Impulsfolgefrequenz von 3800/s und 0,6 µs Pulsbreite gesendet, bei EloGM ändert sich diese sukzessive. Die Sendefrequenz wechselt dann ebenfalls von Puls zu Puls. Das Radar hat weder Freund-Feind-Erkennung noch die Fähigkeit zur nichtkooperativen Zielidentifizierung.

#### STIR
Das Zielbeleuchtungsradar STIR 180 dient der Beleuchtung von Zielen, damit die NSSM- bzw. ESSM-Flugkörper die Radarreflexionen ansteuern können, um das Ziel zu treffen. Die beiden STIR befinden sich auf dem Zwischendeck vor und unter dem SMART-S sowie hinter dem LW 08. Die dreh- und nickbare Antenne mit einem Gesamtgewicht von 1,7 Tonnen und einem Durchmesser von 1,8 m ist der Flaschenhals der Boden-Luft-Fähigkeit der Fregatte, da stets nur ein Ziel pro Beleuchter bekämpft werden kann. Das STIR dient auch der Feuerleitung des Geschützturmes.
Die Cassegrain-Monopulsantenne arbeitet im X- und Ku-Band und sendet einen Radarstrahl mit einem Öffnungswinkel von 1,4° (0,3° Ku-Band) in Richtung Ziel. Das Magnetron erzeugt eine Pulsleistung von 220 kW bzw. 20 kW im Ku-Band. Ist das Objekt aufgeschaltet, kann es mit bis zu 170°/s in Azimut und 115°/s in Elevation verfolgt werden. Die Impulsfolgefrequenz kann 1800 pps oder 3600 pps mit einer Pulsbreite von 0,29 bzw. 0,14 µs betragen.
Seit Sommer 2002 bietet der Hersteller eine Kampfwertsteigerung an. Dabei wurden der Schutz vor Düppel sowie die Trefferabschätzung verbessert. Deutschland hatte bis März 2003 eine Aufrüstoption, nahm diese im Gegensatz zu Kanada und den Niederlanden aber nicht wahr. Das STIR kann ein Ziel mit einem Radarquerschnitt von 1 m² in über 140 km verfolgen, die angezeigte Reichweite beträgt 60 km.

#### FL 1800 S
Das FL 1800 ist das Standard-EloKa-System der Deutschen Marine, das entwickelt wurde, um Massenangriffe mit Seezielflugkörpern im Baltikum oder der Nordsee abzuwehren. Das System besteht aus vier ESM-Kästen, von denen jeder zwei zusammengefasste Antennenflächen enthält. Die Antennenflächen decken einen Frequenzbereich von 0,5 bis 18 GHz ab, wobei für jedes Band zehn Spiralantennen zur Verfügung stehen. Das System kann durch die sieben Computer-Racks unter Deck den Elevations- und Azimutwinkel zu einem Emitter präzise bestimmen und den Mehrwegempfang herausrechnen. Zur Störung der gegnerischen Radare existieren vier weitere Antennenflächen, die durch passiv phasengesteuerte Signalkeulen mit acht Wanderfeldröhren im Frequenzbereich von 7,5 bis 18 GHz elektronische Gegenmaßnahmen durchführen. Jede Signalkeule kann ein Einzelziel stören oder im Verbund gemeinsam ein Radar. Die effektive Strahlungsleistung ist ausreichend, um den RCS der Fregatte zu überdecken. Die Variante „S“ besitzt neben Hardwareverbesserungen und der Fähigkeit zu gepulsten Rauschstörungen noch ein Feature zur Entfernungsschätzung auf Basis der Amplitude, um beispielsweise RAM-Flugkörper im Anti-Radar-Schiff-Luft-Modus auf Seezielflugkörper und Flugzeuge abfeuern zu können.

#### LW 08

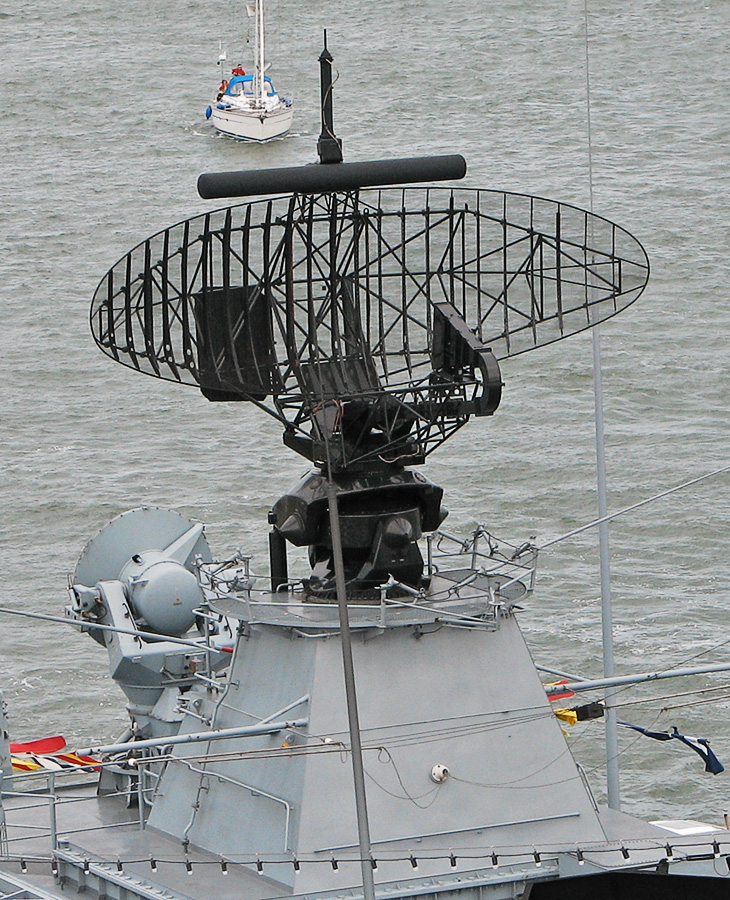
LW 08 auf dem hinteren Aufbau, dahinter das achtere STIR 180

Das LW 08 ist ein L-Band-Radar zur Luftraumsuche und wurde von Thales produziert. Das gegen Rollen und Stampfen des Schiffes stabilisierte 8,8 m × 7,5 m große Radar erzeugt ein Cosecans²-Diagramm mit einem Seitenwinkel von 2,2°. Der Sendepuls wird durch Pulskompression erzeugt und mit 150 kW und 30 dB abgestrahlt. Zur Luftraumsuche rotiert die 1,5 Tonnen schwere Antenne (5 Tonnen Gesamtsystem) mit 7,5 oder 15 Umdrehungen pro Minute um sich selbst. Pulswiederholrate und -breite können zwischen 1000 pps und 35 µs sowie 500 pps und 69 µs gewechselt werden. Das Radar sendet zuerst einen 1-µs-Puls zur Messung im Nahbereich, gefolgt von einem Zirpen für größere Entfernungen. Die Entfernungsauflösung liegt bei 100 m. Das stabförmige Objekt über dem Reflektor ist das Sekundärradar zur Freund-Feind-Erkennung.
Das Radar kann zwar 64 Tracks gleichzeitig verfolgen, allerdings verfügt das alte Radar über keinen Autotracker, d. h. die Verfolgung eines Luftziels von Positionspunkt zu Positionspunkt muss manuell initiiert werden. Das System ist auch sehr anfällig für gezielte und gepulste Rauschstörungen sowie Impulsantwortstörungen, da nur sechs diskrete Frequenzen zwischen 1250 und 1350 MHz genutzt werden können. Die geringe Bandbreite von nur 100 MHz macht das Radar auch anfällig für breitbandige Rauschstörungen. Die (ungestörte) Ortungsreichweite beträgt 261 km gegen ein Ziel in 28,3 km Höhe mit einem Radarquerschnitt von 2 m², wobei Zielgeschwindigkeiten bis Mach 5 geortet werden können. Um den Einfluss von Seeclutter zu reduzieren, ist die Antenne leicht nach hinten geneigt, was wiederum die Ortung von tieffliegenden Objekten erschwert.

#### DSQS-23BZ
Als Bugsonar ist das DSQS-23BZ von Atlas Elektronik eingebaut, das firmenintern als ASO 96 bekannt und Teil der ASO-90-Familie ist. Moderne Bugsonare besitzen üblicherweise Schallwandler auf Piezobasis in Polyvinylfluorid, die wie Active Electronically Scanned Arrays virtuelle Signalkeulen ausbilden und schwenken können. Die Zylinderbasis des ASO 96 hat einen Durchmesser von 2,5 m und kann 32 bis 64 virtuelle Signalkeulen ausbilden, die durch elektronische Strahlschwenkung gegen 25° Rollen und 8° Stampfen stabilisiert werden. Die Antenne deckt die Frequenzbereiche von 2 bis 11 kHz im Passivmodus sowie von 6 bis 9 kHz im Aktivmodus ab, wobei dann eine Bandbreite von 1 kHz für den rein passiven Empfang genutzt wird. Während eines Pings können zwei verschiedene CW-Frequenzen genutzt werden. Das Senden findet noch analog statt. Die Pulslänge kann zwischen 5, 50, oder 300 ms liegen. Dabei kann entweder CW, FM oder eine Kombination aus beidem gesendet werden, beispielsweise 50 ms CW gefolgt von 50 ms FM. Die Empfangsdaten von CW und FM werden parallel verarbeitet, um schneller Ergebnisse zu erzielen. Der CW-Anteil dient der Errechnung des Dopplereffekts zur Bestimmung der Radialgeschwindigkeit des Ziels, der FM-Anteil profiliert das Ziel der Länge nach und gibt so Kurswinkel und Rumpflänge des Ziels aus. Der Rechner gibt basierend auf Kurswinkel und Doppler die Fahrgeschwindigkeit des Ziels aus und stuft ein, ob der Kontakt ein Uboot ist. Dafür sind mehrere CM50/FM50-Pulse oder ein CM300/FM300-Puls nötig. Die Sendemodi sind: Omnidirektional (ODT), omnidirektional mit drei aktiven Signalkeulen (TRDT), mit jeweils beliebigen Kombinationen von 5-ms- und 50-ms-Pulsen; omnidirektionale Suche in einem Sektor (S-ODT), S-TRDT als Kombination aus beiden und SDT als Sektorsuche für Feuerleitlösungen, wo nur 300-ms-Pulse verwendet werden. Je nach Zielgröße, geforderter Auflösung und Ortungsreichweite werden verschiedene Frequenzen benutzt.
Das integrierte Intercept-Sonar arbeitet passiv im Frequenzbereich von 1 bis 100 kHz und kann das Pingen von Ultraschall-Torpedosuchern hören. Im Zeitraum von 1996 bis 1997 wurden die Sonare noch mit einer Minensuchmöglichkeit ausgerüstet. Ursprünglich sollte 1997 noch das niederfrequente (15 Hz bis 1,2 kHz) Schleppsonar TAS 6-3 eingebaut werden, um Uboote auf annehmbare Entfernungen passiv orten zu können. Dies unterblieb aber, stattdessen wurde die Einrüstung des Low-Frequency-Towed-Active-Sonar-Schleppsonars (LFTAS) angedacht. Beim LFTAS handelt es sich um ein Sonar mit variabler Tiefe (VDS), das im Frequenzbereich von 2–3 kHz senden sollte. Das System sollte nicht nur monostatisch Uboote in etwa 50 km orten können, sondern auch als bistatisches Sonar in Zusammenarbeit mit den U-Booten der Klasse 212 A arbeiten können, um deren Sonar etwa 80 km passive Ortungsreichweite zu geben. Dabei wertet das CSU 90 der Uboote die Winkel- und Zeitdifferenz zwischen dem LFTAS-Ping und dem Echo desselben am Ziel aus. Die Einrüstung ist bis heute nicht erfolgt.

### Bewaffnung
Neben der aufgeführten Hauptbewaffnung führen die Schiffe der Brandenburg-Klasse noch zwei MLG-27-Revolverkanonen zur Speedboatabwehr (früher Rh 202) sowie eine Reihe von Handfeuerwaffen mit. Die Fregatten besaßen ursprünglich zwei Oto-Melara-SCLAR-Täuschkörperwerfer für Düppel und Fackeln. Diese wurden bis 2009 durch vier Wurfanlagen des Typs MASS von Rheinmetall ersetzt.

#### Geschützturm

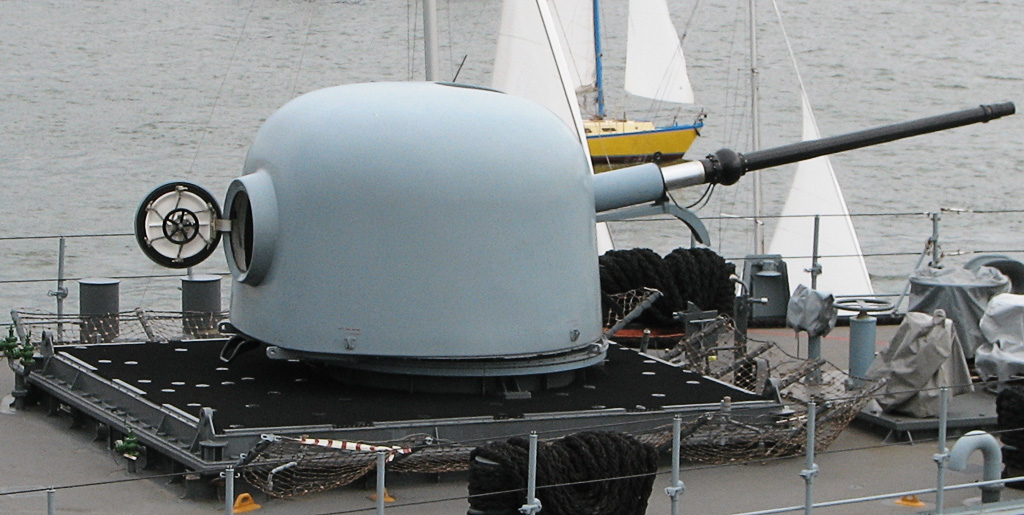
76-mm-Geschützturm der Mecklenburg-Vorpommern

Das 76-mm-Geschütz von Oto Melara befindet sich auf dem Vorderdeck vor dem RAM-Werfer. Die Waffe mit 62 Kaliberlängen verschießt eine breite Munitionspalette mit einer Kadenz von bis zu 85/min und einer Mündungsgeschwindigkeit von 925 m/s. Die effektive Reichweite gegen Bodenziele beträgt 8.000 m, gegen Luftziele als Flak bis zu 5.000 m. Das Geschützrohr kann um 35°/s in der Elevation in einem Bereich von +85°/−15° bewegt werden. Die Drehgeschwindigkeit des Turmes beträgt 60°/s. Die Masse wird durch die Verwendung von Leichtmetall reduziert, das Gehäuse besteht aus GFK. Die kleine Mündungsbremse reduziert den Rückstoß um 35 %.
Das Geschütz arbeitet wie folgt: Unter Deck befindet sich der Doppelbeladekranz mit einer Aufnahmekapazität von 70 Granaten, die durch die Drehbewegung der Beladeinrichtung von dem äußeren in den inneren Kranz befördert werden. Auf der linken Seite befindet sich darüber eine Trommel mit sechs Schuss, die das Zwischenmagazin bildet. Dieses füttert eine Förderschnecke in der Drehachse des Turmes, der die Munition senkrecht nach oben führt. Oben angekommen, werden die Geschosse von Ladehebeln entgegengenommen. Diese zwei Ladehebel schwenken alternierend (das heißt, wenn einer sich nach oben bewegt, schwenkt der andere nach unten) hinter den Verschluss und setzen die Granaten an. Fällt der Schuss und die Waffenanlage läuft zurück, fängt der Ladearm die ausgeworfene Hülse auf, und der andere setzt eine neue Granate beim Rückholen an. Die Hülsen werden nach vorn aus dem Geschützturm ausgeworfen. Als scharfe Munitionsart wurden Hochexplosivgeschosse mit Einschlag- oder Annäherungszünder beschafft.

#### Senkrechtstartanlage

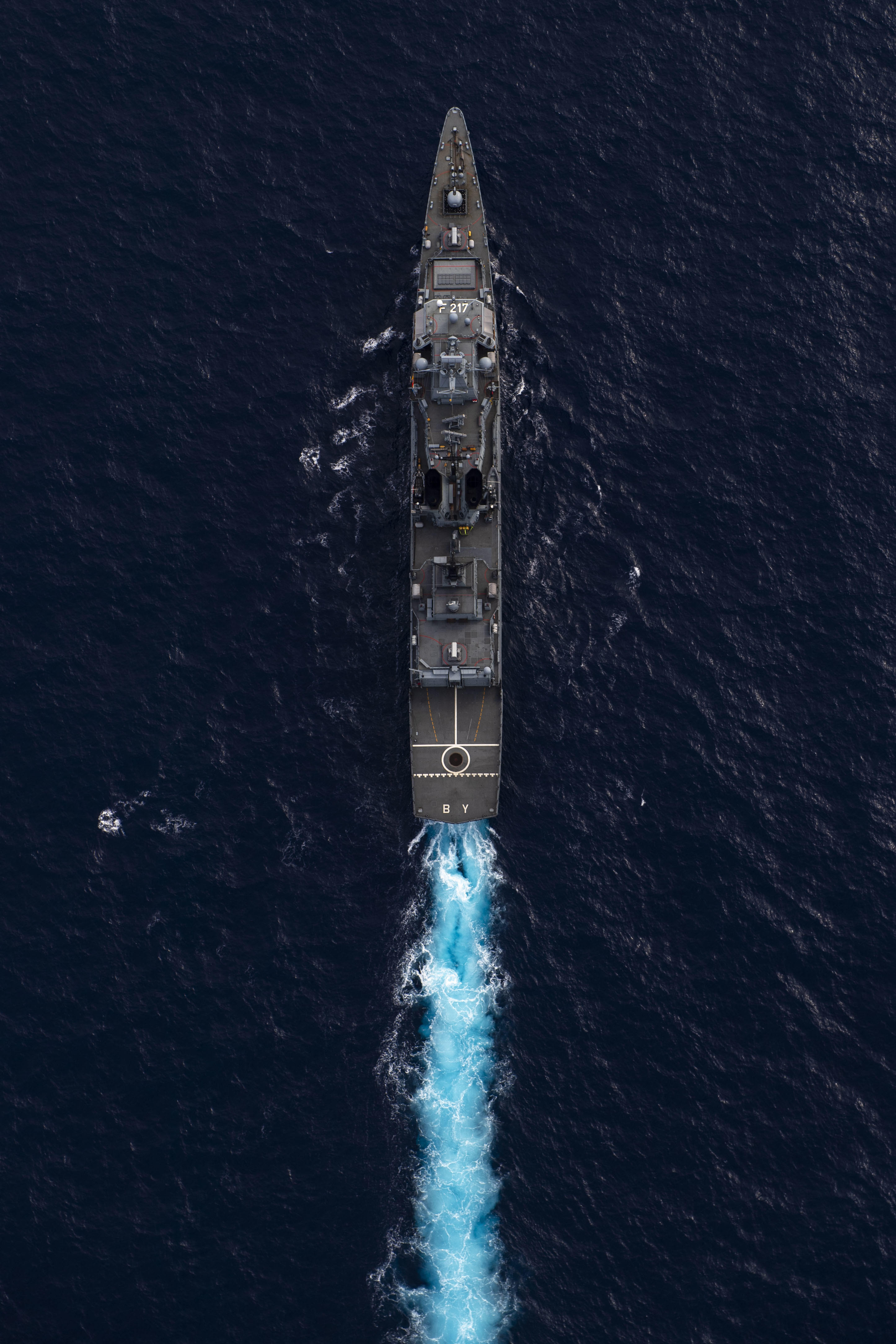
Luftaufnahme der Fregatte Bayern, aufgenommen während der Übung ANNULEX 2021

Als Senkrechtstartanlage (Vertical Launching System) wurde das Mark 41 Mod. 4 von Raytheon gewählt. Das System befindet sich hinter dem RAM-Werfer vor der Brücke und besteht aus 2 × 8 = 16 Zellen, mit der Möglichkeit auf 32 Zellen aufzurüsten. Die „Zellen“ bestehen praktisch nur aus einem Gestell mit Plenum am Ende und Deckel am Kopf. Zwischen den zwei Viererreihen einer Einheit befindet sich der Gaskanal, der ebenfalls zum Schutz vor Wasser abgedeckt ist. An dem Gestell, das mehr als zwei Decks benötigt, befinden sich drei Geräte: Auf dem obersten Deck ein Launch Sequencer (LSEQ), der eine Verbindung zwischen Schiff und Flugkörper herstellt und den Systemstatus überwacht. Auf dem Deck darunter befindet sich das Motor Control Panel (MCP), das über Ethernet an das LSEQ angebunden ist. Das MCP steuert die Klappen und Ventile sowie das Entwässern des Plenums. Ein Deck tiefer befinden sich am unteren Ende des Mk. 41 die zwei Programmable-Power-Supply-Einheiten (PPS), die das VLS mit Energie versorgen und über Ethernet vom LSEQ angesteuert werden.
Die Waffen werden in eckigen Kanistern angeliefert, die von oben in die Senkrechtstartanlage eingeführt, und über 145-Pin-Standardstecker mit dem System verbunden werden. Die Kanister schützen den Flugkörper vor Umwelteinflüssen und ermöglichen dem LSEQ, den Typ der Waffe zu erkennen. Die Startsequenz läuft wie folgt ab: Der Deckel der Zelle und des Gaskanals (Uptake) werden geöffnet und die Entwässerungsventile des Plenums geschlossen. Dann zündet der Raketenmotor, wodurch die Heckklappe des Kanisters durchstoßen wird. Der Flugkörper beschleunigt und durchstößt die Frontkappe des Kanisters. Anschließend werden die Klappen geschlossen und das Entwässerungsventil des Plenums wieder geöffnet.
Obwohl das Mk. 41 Mod. 4 auch RUM-139 VL-ASROC und SM-2 abfeuern kann, wurden von der Bundeswehr nur NSSM-Flugkörper (RIM-7M) beschafft. Diese Boden-Luft-Lenkflugkörper haben etwa 18 km Reichweite gegen Luftziele. Ab 2014 wird mit der Einrüstung von ESSM begonnen, von denen vier pro Zelle (maximal 4 × 16 = 64 Flugkörper) mitgeführt werden können. Durch die Reichweite der Flugkörper von 50+ km und eine Geschwindigkeit von Mach 4+ kann die Verbandsflugabwehr erheblich verbessert werden.

#### Nahbereichsverteidigungssystem

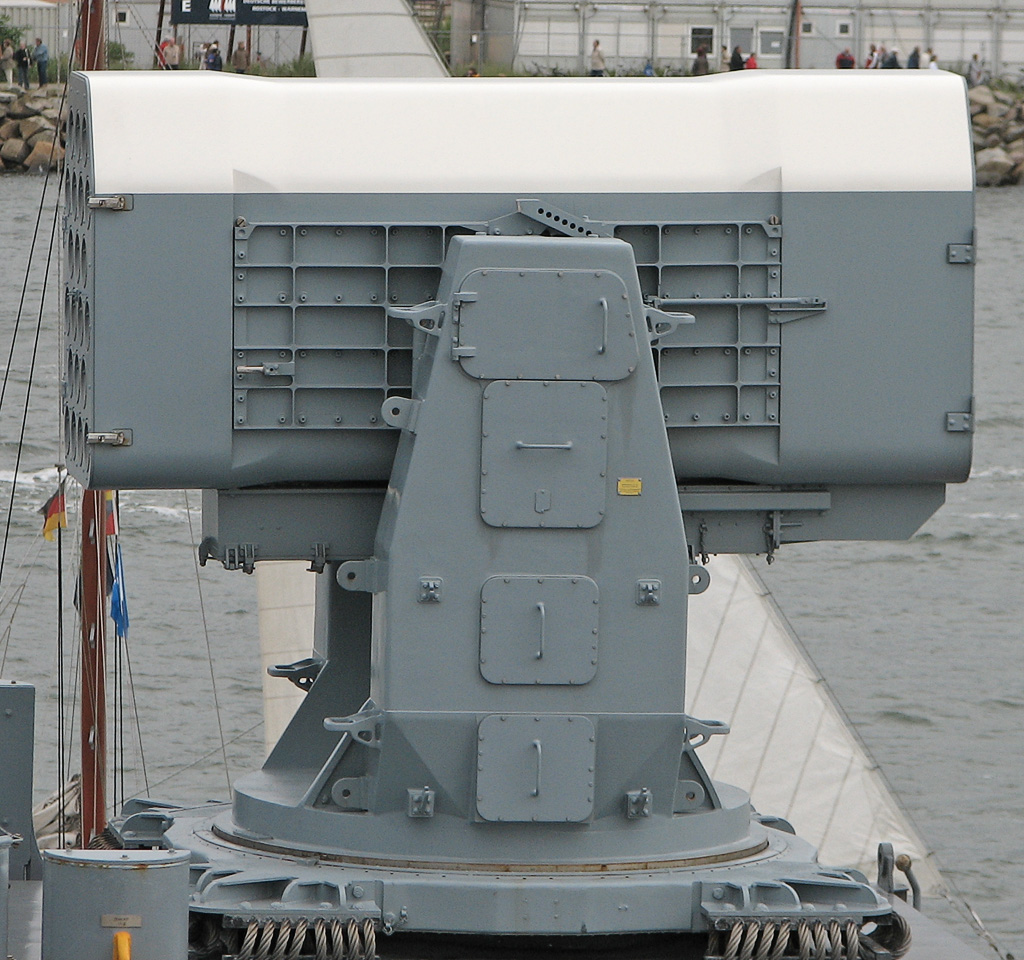
RAM-Starter der Mecklenburg-Vorpommern

Das Nahbereichsverteidigungssystem (Close-In Weapon System) Mark 31 besteht aus den Flugkörpern RIM-116 Rolling Airframe Missile, die in Transportkanistern vom Typ EX-8 stecken. Die Kombination wird wiederum als EX-44 bezeichnet. Der drehbare Werfer mit 21 Zellen vom Typ Mark 49 besteht aus der Startbox und einer Lafette, die vom Phalanx CIWS übernommen wurde und als Mark 144 bekannt ist. Der Einfachheit wegen wird das Gesamtsystem schlicht als RAM bezeichnet, nach dem Flugkörper Rolling Airframe Missile. Die Brandenburg-Klasse besitzt zwei RAM-Starter, einer zwischen dem Geschützturm und der Senkrechtstartanlage, und einer auf dem Hangar. Hauptaufgabe des Nahbereichsverteidigungssystems ist das Abfangen feindlicher Seezielflugkörper.
Der RIM-116-Flugkörper basiert auf einer alten AIM-9 Sidewinder, der Sucher wurde von der FIM-92 Stinger übernommen. Vorteil sind die geringen Kosten, der Nachteil die typisch geringe Reichweite älterer Sidewinder-Versionen, die bei der RIM-116 nur 9 km beträgt. Der Mach 3 schnelle Flugkörper besitzt einen RF/IR-Dualsucher, wodurch das Ziel als Anti-Radar-Boden-Luft-Rakete angesteuert werden kann. Der RF-Teil ist in Form von vier Antennen – von denen zwei nach vorn gerichtete „Hörner“ bilden – neben dem abbildenden IR-Sucher integriert. Der IR-Sucher in der Spitze besteht aus einem linearen 80-Pixel-Array, das aufgrund der Rollbewegung des Flugkörpers eine Rosettenabtastung im Flug vollführt. In der Nähe des Ziels erfolgt die zusätzliche Führung durch die intelligente Bildverarbeitung des Suchers, allerdings ist auch ein Abschuss nur durch RF-Lenkung möglich. Der RAM-Flugkörper kann sowohl gegen Luft- als auch gegen Bodenziele eingesetzt werden. Vorteil ist, dass das Schiff rein passiv über das FL 1800 S Emitter beschießen kann. Der Fire-and-Forget-Flugkörper sucht nach dem Abfeuern selbstständig das Ziel, eine Heranführung ist nicht nötig.

#### Seezielflugkörper
Es sind zwei Doppelstarter für Seezielflugkörper des Typs Exocet MM 38 eingerüstet. Die Doppelstarter befinden sich zwischen Hauptmast und Schornsteinen. Einer ist nach Backbord, der andere nach Steuerbord ausgerichtet. Bei der Entwicklung der Exocet waren sich die Konstrukteure im Klaren, dass ein Seezielflugkörper, der ein Schiff mit einem Treffer vernichten könnte, so schwer wäre, dass er nur von sehr großen Plattformen transportiert werden könnte. Es wurde argumentiert, dass ein 160-kg-Gefechtskopf einer vergleichsweise kleinen Rakete mit 700 bis 800 kg Abflugmasse, der mit Mach 0,9 einschlägt, die Wirkung einer panzerbrechenden 34-cm-Granate eines Großkampfschiffes hätte, was verheerende Zerstörungen anrichten würde. Letztlich erwies sich aber der ausbrennende Raketentreibstoff (unbeabsichtigt) als wirkungsvollster Effekt. Die vergleichsweise kleine Reichweite von nur 40 km entspricht dem Radarhorizont der elektronischen Unterstützungsmaßnahmen eines Kriegsschiffes. Nach dem Abfeuern geht die Rakete auf 9–15 m Marschflughöhe, um 12–15 km vor dem Ziel auf die Angriffshöhe von 2,5–8 m (je nach Seegang) abzusinken. Das Magnetron des Bordradars wird aktiviert (60 Sekunden Vorwärmzeit), während der Radarhöhenmesser weiter die Höhe misst.
Die Waffe ist sehr einfach aufgebaut, es gibt weder ein Trägheitsnavigationssystem noch können Wegpunkte eingegeben werden. Der Fire-and-Forget-Waffe werden vor dem Start lediglich der Kurs der Abschussplattform, der Kurs des Ziels, Entfernung und Winkel zum Ziel, Sucherwinkel und -aktivierungsentfernung, die Angriffshöhe und der Zündmodus übermittelt. Beim Zündmodus kann zwischen Einschlag und Pseudo-Annäherungszünder (0,015 Sekunden Verzögerung) gewählt werden. Wird der Pseudo-Annäherungszünder gewählt, zündet die Exocet im Tiefflug in einer Düppelwolke, anstatt sie zu durchstoßen, oder über dem Schiff, wenn eine große Angriffshöhe eingestellt wurde.
Es ist geplant die Seezielflugkörper Exocet im Rahmen einer Fähigkeitsanpassung durch den Flugkörper AGM-84 Harpoon zu ersetzen, die durch die Ausphasung der Bremen-Klasse freiwerden.

#### Torpedorohre
Die Torpedorohr-Zwillinge vom Typ Mark 32 sind in einem festen Winkel von 45° nach außen eingebaut und befinden sich in der kleinen seitlichen Rumpföffnung hinter den Schornsteinen. Die Torpedos werden mit Druckluft ausgestoßen. Dies geschieht je nach Einstellung mit 10–126 bar. Die Rohre des Werfers bestehen aus GFK, die Masse einer Einheit beträgt etwa eine Tonne. Die Brandenburg-Klasse führt den Torpedo Mk 46 mit, der neben den Zwillingen auch vom Bordhubschrauber abgeworfen werden kann.
Der amerikanische Mark-46-Leichtgewichtstorpedo mit 324 mm Durchmesser und 2,6 m Länge wird von einem Kolbenmotor angetrieben, in dem ein Monergol Energie freisetzt. Der Motor treibt die gegenläufigen Doppelschrauben direkt an. Bei einer Höchstfahrt von 45 kn wird eine Reichweite von 7,3 km erzielt, bei 40 kn etwa 11 km. Der Sucher kann sowohl aktiv peilen als auch passiv das Ziel verfolgen. Die aktive Verfolgung kann erst ab einer Zielentfernung von etwa 1,3 km aufgenommen werden. Dazu ist der Suchkopf mit 32 Schallwandlern in einer 6 × 6-Matrix ausgerüstet. Der 230 kg schwere Torpedo enthält einen massiven 44-kg-Gefechtskopf aus PBXN-103.
Mitte der 1990er-Jahre stellte die Bundesregierung ein Exportgesuch an die USA für den wesentlich besseren Mark-50-Torpedo, das aber abgelehnt wurde. Die nachfolgende Schiffbaureihe F124 verwendet den europäischen MU90-Torpedo.

### Allgemein

#### Standkraft
Mit einem Bündel von Maßnahmen wurde die Standkraft der Brandenburg-Klasse erhöht, womit die Fähigkeit des Schiffes bezeichnet wird, auch nach einer Beschädigung schwimmfähig zu bleiben und das Gefecht nach Möglichkeit fortzusetzen. Schlüssel dazu war eine drastische Reduzierung der Radarsignatur – erstmals bei einem Schiff der Bundesmarine. Ein Novum bei der Marine war auch das MEKO-Prinzip. Durch das Design konnte die Radarsignatur auf nur 10 % der Signatur der Bremen-Klasse (F122) reduziert werden, ferner wurde die Standkraft erhöht. Auf das Prairie-Masker-System der F122 wurde verzichtet.
Die strukturelle Standkraft wird durch sechs Doppel-Querschotte und drei in Längsschiffsrichtung verlaufende Kastenträger deutlich verbessert. Die Kastenträger gehen auf Höhe des Oberdecks vom VLS bis zum Helipad auf der Backbord- und Steuerbordseite des Schiffes sowie in der Mitte des Rumpfes, um 80 % der Schiffslänge zu erfassen. Der Querschnitt der rechteckigen äußeren Kastenträger beträgt 1,2 m × 1,2 m, der Querschnitt des mittleren 1,5 m × 0,6 m. Diese zusätzlichen Aussteifungen und Kofferdämme bewirken, dass sich der Gasschlag und die Splitterwolke nach einem Granat- oder Flugkörpereinschlag nur begrenzt im Schiff ausdehnen können und die Längsfestigkeit erhalten bleibt. Ein Auseinanderbrechen des Rumpfes kann auf diese Weise weitgehend verhindert werden. Das Schiff ist in zwölf große wasserdichte Abteilungen und vier Schadensabwehrbereiche unterteilt, wobei jeder der vier einen eigenen Führungsbereich für das innere Gefecht besitzt. Zwei dieselgetriebene und zehn elektrische Feuerlöschpumpen sind im Schiff verteilt. Der grundsätzliche Aufbau der Brandenburg-Klasse wurde für die Sachsen-Klasse in weiterentwickelter Form übernommen.

#### Antriebsanlage
Als Antrieb dient eine Kombination aus zwei Dieselmotoren und zwei Gasturbinen (CODOG-Antrieb). Bei diesem wirken je eine Gasturbine mit 19.000 kW vom Typ LM 2500 SA-ML von General Electric sowie je ein Antriebsdieselmotor 20V 956 TB92 mit 3.820 kW von MTU auf ein Getriebe, von dem eine Welle mit Verstellpropeller abgeht. Bei Volllast steht eine Gesamtleistung von 38.000 kW aus beiden Gasturbinen zur Verfügung.
Der Antrieb arbeitet wie folgt: Eine Hydrodynamische Kupplung dient zum Zuschalten des Dieselmotors auf das stehende Getriebe. Die Kraft des Dieselmotors wird danach in das Renk-Getriebe BGS 178 Lo eingeführt. Dieses ist als einfaches Untersetzungs- und Summiergetriebe aufgebaut. Dieselmotor und Gasturbine können über automatische Überholkupplungen problemlos ihre Betriebszustände wechseln, um abwechselnd das Schiff anzutreiben. Die Gasturbine mit einer Nennleistung von 25 MW ohne Einlauf- und Austrittsverluste erzeugt mit einem 16-stufigen Verdichter ein Druckverhältnis von 18:1. Nach der Ringbrennkammer folgt eine zweistufige luftgekühlte Turbine, die den Verdichter antreibt. Die nachgeschaltete sechsstufige Nutzleistungsturbine wird durch das so erzeugte Heißgas angetrieben und überträgt ihr Drehmoment auf das Getriebe. Die Turbine wiegt etwa 22 t inklusive Schallkapsel und elastischer Lagerung, der Verbrauch liegt bei etwa 0,242 kg/kWh. Das Summiergetriebe gibt die Leistung über eine Welle an den Verstellpropeller von Sulzer Escher Wyss ab.
Die akustische Signatur der Dieselmotoren wurde ebenfalls reduziert, indem sie doppelelastisch gelagert und mit einer Schallkapsel umgeben wurden. Zwischen den Wellen befinden sich hinter den Antriebsdieseln zwei weitere Dieselmotoren vom Typ Deutz MWM TBD-602-V16K mit je 750 kW für die Stromerzeugung an Bord, die durch zwei weitere vor den Gasturbinen ergänzt werden. Die Brandenburg-Klasse ist zur Seeversorgung befähigt. Mit vollen Bunkern können über 4.000 sm bei 18 kn zurückgelegt werden.

#### Bordhubschrauber

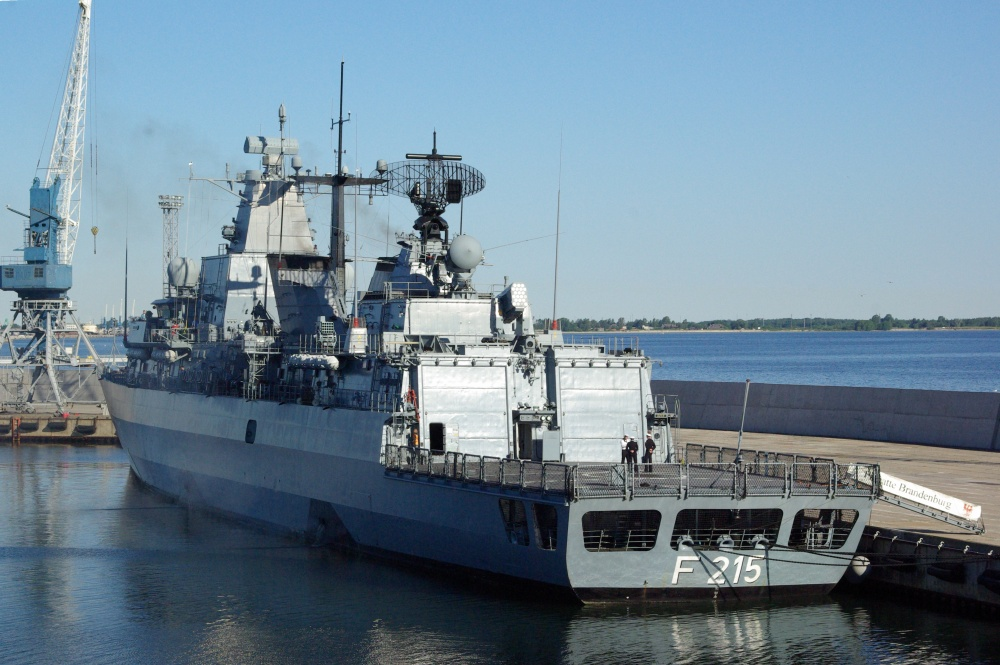
Flugdeck der Brandenburg

Ebenso wie bei den Fregatten der Bremen- und Sachsen-Klasse dienen die zwei Bordhubschrauber der Bekämpfung von Seezielen, die außerhalb der Waffenreichweite der Fregatte selbst liegen und zur U-Boot-Jagd. Es werden zwei Hubschrauber des Typs Sea Lynx mitgeführt. Die Bordhubschrauber werden mit Hilfe einer Bordhubschrauber-Verfahranlage automatisch vom Helipad in den Hangar und umgekehrt verfahren. Die Bordhubschrauber können mit vier leistungsschwachen Seezielflugkörpern des Typs Sea Skua bewaffnet werden; zur U-Jagd können zwei Torpedos vom Typ Mark 46 mitgeführt werden. Der MH90, der die seegestützte Version des NH90 darstellt, ist für die Hangars der Brandenburg-Klasse zu groß. Zur Aufnahme des Flugbetriebs muss die Flugdeckreling umgeklappt werden. Bei der U-Jagd führt ein Sea Lynx das Tauchsonar mit („Dipper“), während der andere mit Torpedos bereitsteht („Pony“). In der Anti-Schiff-Rolle gibt es kein festes Einsatzschema.

#### Modernisierung
Am 30. Juli 2021 schloss das Bundesamt für Ausrüstung, Informationstechnik und Nutzung der Bundeswehr (BAAINBw) die ersten Verträge zur Modernisierung der taktischen Radar- und Feuerleitanlagen der Fregatten der Brandenburg-Klasse (F123) mit dem schwedischen Auftragnehmer Saab AB. Konkret umfasst der Vertrag die Lieferung und Integration des Führungs- und Waffeneinsatzsystems Saab 9LV, der Radare Sea Giraffe 4A und Sea Giraffe 1X, der Feuerleitanlage Ceros 200 sowie weiterer Systeme von Drittanbietern, einschließlich IFF-Fähigkeit. Die Modifizierung des FüWES soll laut BAAINBw die Resilienz gegenüber modernen Cyber-Bedrohungen erheblich stärken und die Grundlage für Modernisierung weiterer Fähigkeiten der Fregatten der Brandenburg-Klasse bilden. Noch 2021 wurde der Vertragsschluss hinsichtlich der Modernisierung des Sensor-Pakets erwartet, der den Ersatz der bisher verwendeten Anlagen zur elektronischen Kampfführung unter Nutzung marktverfügbarer Produkte inklusive eines Laser-Warn-Systems sowie die Fähigkeitserweiterung im Bereich der taktischen Datenlinks beinhaltet.[veraltet] Weitere Pakete für Abwehrmaßnahmen gegen Bedrohungen aus der Luft und Über- sowie Unterwasser sollten zeitnah folgen.

## Schiffsliste
Insgesamt wurden vier Einheiten für 2,42 Mrd. DM beschafft. Pro Schiff ergibt sich somit ein Preis von 605 Mio. DM bzw. 303 Mio. Euro.
| Kennung | Name                   | Rufzeichen | Werft                                 | Kiellegung        | Stapellauf       | Indienststellung  | Heimathafen   |
| ------- | ---------------------- | ---------- | ------------------------------------- | ----------------- | ---------------- | ----------------- | ------------- |
| F 215   | Brandenburg            | DRAH       | Blohm + Voss AG, Hamburg              | 11. Februar 1992  | 28. August 1992  | 14. Oktober 1994  | Wilhelmshaven |
| F 216   | Schleswig-Holstein     | DRAI       | Howaldtswerke-Deutsche Werft AG, Kiel | 1. Juli 1993      | 8. Juni 1994     | 24. November 1995 | Wilhelmshaven |
| F 217   | Bayern                 | DRAJ       | Thyssen Nordseewerke GmbH, Emden      | 16. Dezember 1993 | 30. Juni 1994    | 15. Juni 1996     | Wilhelmshaven |
| F 218   | Mecklenburg-Vorpommern | DRAK       | Bremer Vulkan, Bremen                 | 23. November 1993 | 23. Februar 1995 | 6. Dezember 1996  | Wilhelmshaven |